# Bezuidenhoutseweg

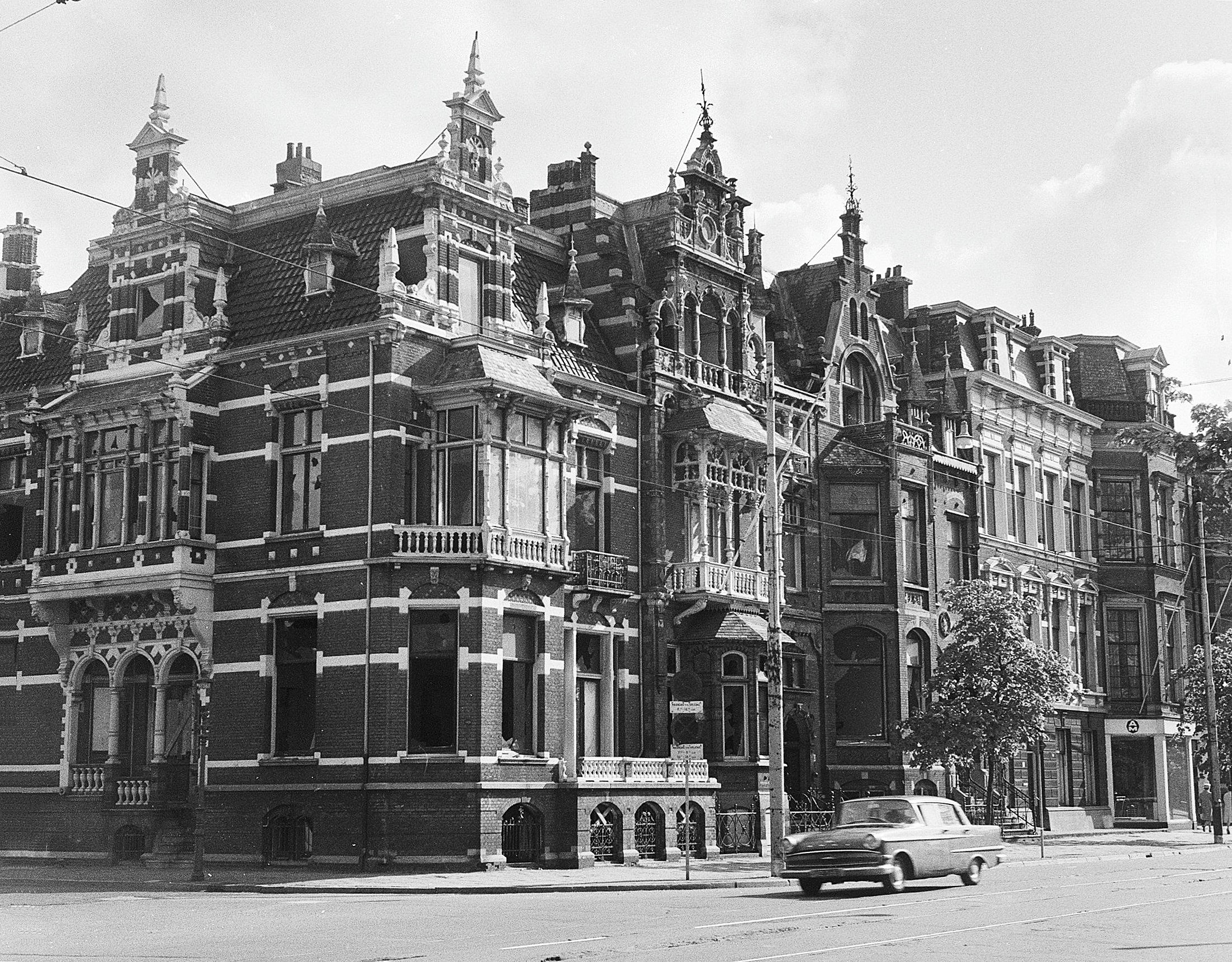
Om de straat zijn huidige aanzien geven werden veel prachtige panden gesloopt, zoals deze (in 1969).

De Bezuidenhoutseweg is een belangrijke straat in Den Haag die het Centraal Station verbindt met de oostelijke wijken van de stad, Mariahoeve en Marlot.
De weg ligt aan de zuidzuidoostelijke kant van het Haagse Bos en ontleent haar naam daaraan. De straat ligt aan de rand van de wijk Bezuidenhout in het stadsdeel Haagse Hout. Aan de andere kant van het Malieveld en het Haagse Bos loopt de Benoordenhoutseweg.
De Bezuidenhoutseweg begint in het verlengde van de Herengracht, meteen daarna loopt de Koningstunnel onder de weg door. Hierna ligt links de Koekamp en rechts het station en het winkelcentrum Nieuw Babylon.
Verderop rechts zijn onder meer het ministerie van Economische Zaken en Bezuidenhoutseweg 67, wat eerst het ministerie van Buitenlandse Zaken (BuZa) was maar vanaf 2021 het tijdelijk onderkomen van de Tweede Kamer is. Deze departementen liggen aan weerszijden van de Utrechtsebaan, het begin van de A12, die onder de straat door gaat. Aan de linkerzijde van de Bezuidenhoutseweg is hier boven de (korte) tunnel van de Utrechtsebaan de Malietoren gebouwd, waarin de werkgeversorganisaties VNO-NCW en MKB zitten. Het vroegere pand van Economische Zaken uit 1917, wat bij de bouw nog het Departement van Landbouw, Handel en Nijverheid heette, is ontworpen door rijksbouwmeester Daniël Knuttel en wordt erkend als rijksmonument.
Ook de Sociaal-Economische Raad (SER), het Centraal Planbureau (CPB) en verscheidene organisaties die zich met internationaal recht bezighouden zijn aan het eerste deel van de straat gevestigd.
Verder oostelijk ligt de Onze-Lieve-Vrouw-van-Goede-Raadkerk en vervolgens de kruising van de Bezuidenhoutseweg met de Laan van Nieuw Oost-Indië. De straat eindigt uiteindelijk op de Landscheidingsweg.
Op de middenberm tussen twee officiële zebrapaden werd in mei 2016 een gaybrapad in regenboogkleuren aangelegd.

## Openbaar vervoer
Per 1881 kwam de paardentram, van de Loosduinse brug, door het Westeinde, dóór het Binnenhof, naar de Laan van Nieuw Oost Indië, die voor 1894 Laan van Nieuw Oost Einde was geheten. In 1906 werd deze lijn elektrisch en kreeg het nummer 3. In 1931 werd lijn 3 ingekort en reed deze niet meer over de Bezuidenhoutseweg. Lijn 13, die al sinds 1927 over de Bezuidenhoutseweg reed, nam de route naar Marlot over.
Na vele wijzigingen keerde lijn 3 in 1966 terug op de Bezuidenhoutseweg, om in 1976 weer te verdwijnen, toen de tramlijnen hoog over het nieuwe Centraal Station gingen rijden. De rails bleven nog vele jaren onbruikbaar aanwezig.
In 1907 was ook lijn 7 er bijgekomen op een gedeelte van de Bezuidenhoutseweg, en die lijn zou tot de opheffing in 1966 blijven. In 1926 kwam lijn 6 er bij; deze bleef tot de verplaatsing via het Centraal Station in 1976. Tussen 1907 en 1909 bereed zomerlijn 12 een stuk van het traject, om in 1924 te worden opgevolgd door lijn 15, op ongeveer hetzelfde traject naar Scheveningen.
Lijn 15 verdween in 1941, en lijn 13 in 1952. Na de oorlog kwam er geen zomerlijn meer. Tussen 1959 en 1966 reed lijn 17 ook op de Bezuidenhoutse weg.
Straten: Achterom · Alexanderstraat · Van Alkemadelaan · Amaliastraat · Amsterdamse Veerkade · Benoordenhoutseweg · Bezuidenhoutseweg · Cantaloupenburg · Denneweg · Fluwelen Burgwal · Geest · Gravenstraat · Groenewegje · Groot Hertoginnelaan · Grote Marktstraat · Herengracht · Heulstraat · Hogewal · Hooigracht · Javastraat · Juffrouw Idastraat · Kazernestraat · Kneuterdijk · Korte Vijverberg · Korte Voorhout · Laan Copes van Cattenburch · Laan van Meerdervoort · Laan van Nieuw Oost-Indië · Lange Beestenmarkt · Lange Poten · Lange Vijverberg · Lange Voorhout · Lijnbaan · Mallemolen · Mauritskade · Melis Stokelaan · Van Merlenstraat · Molenstraat · Nassaulaan · Nieuwe Haven · Nieuwe Schoolstraat · Nieuwe Uitleg · Nobelstraat · Noordeinde · Oude Boomgaardstraat · Oude Molstraat · Parkstraat · Paviljoensgracht · Piet Heinstraat · Prinsegracht · Prinsessegracht · Prinsestraat · Rijswijkseweg · Riouwstraat · Schalk Burgerstraat · Schedeldoekshaven · Schelpkade · Schenkkade · Scheveningseveer · Scheveningseweg · Schuddegeest · Slijkeinde · Smidswater · Sophialaan · Sportlaan · Spui · Spuistraat · Surinamestraat · Theresiastraat · Torenstraat · Tournooiveld · Trekvlietplein · Turfmarkt · Vaillantlaan · Vondelstraat · Wagenstraat · Weimarstraat · Westeinde · Wijnhaven · Witte de Withstraat · Zeestraat

Pleinen: Alexanderplein
· Anna Paulownaplein
· Bankaplein
· Binnenhof
· Buitenhof
· Burgemeester De Monchyplein
· Clioplein
· Elandplein 
· Esperantoplein
· Groenmarkt
· Grote Markt
· Hofplaats
· Kerkplein
· Koningsplein
· Loosduinse Hoofdplein
· Malieveld
· Muzenplein
· Nassauplein
· Plaats
· Plein
· Plein 1813
· Prins Hendrikplein
· Prinsenvinkenpark
· Regentesseplein
· Rond de Grote Kerk
· Spuiplein
· Tournooiveld
· Vaillantplein
· Varkenmarkt
· Visbanken
· Wijnhaven